# Große Synagoge (Fălticeni)

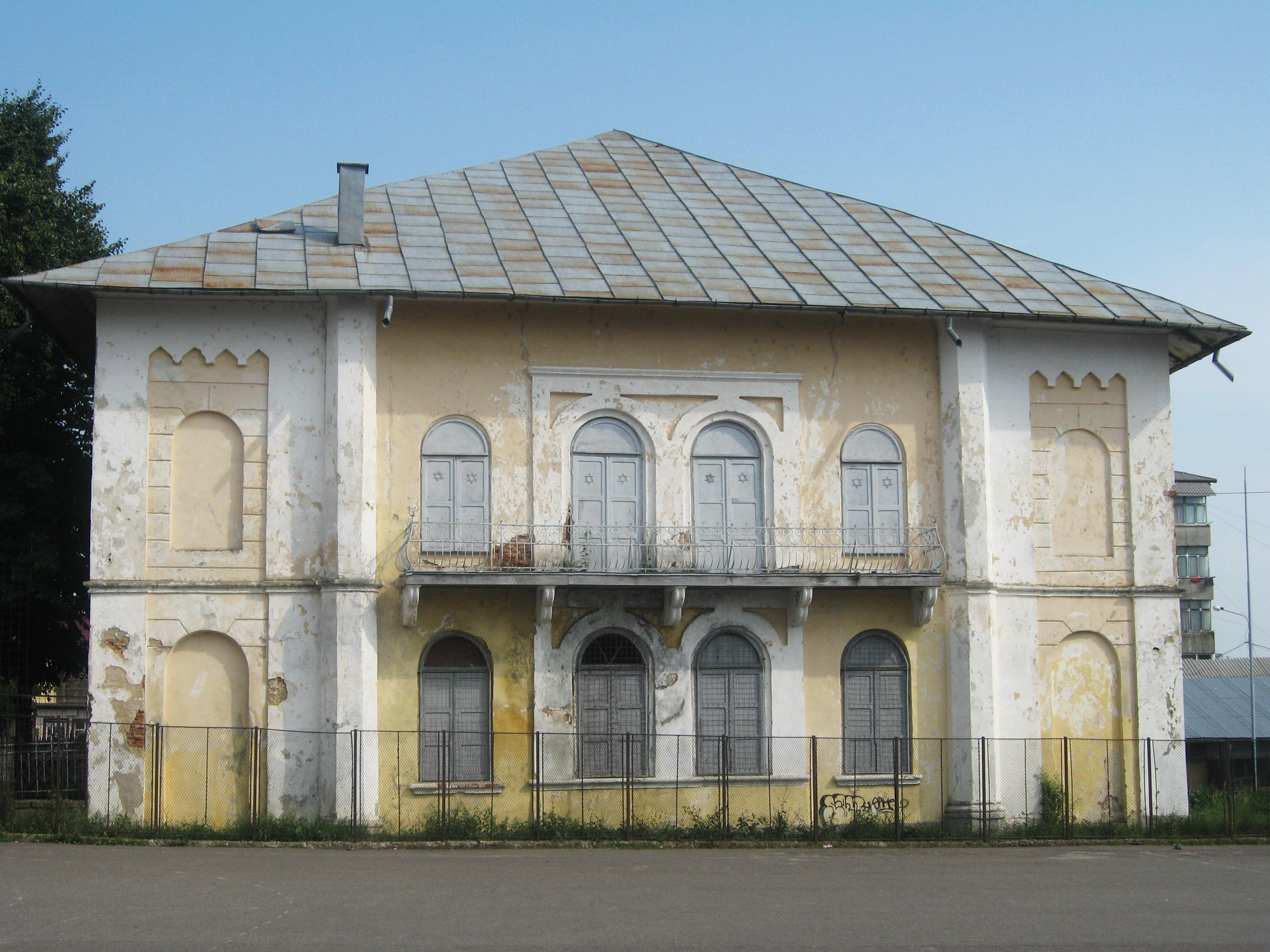
Große Synagoge in Fălticeni

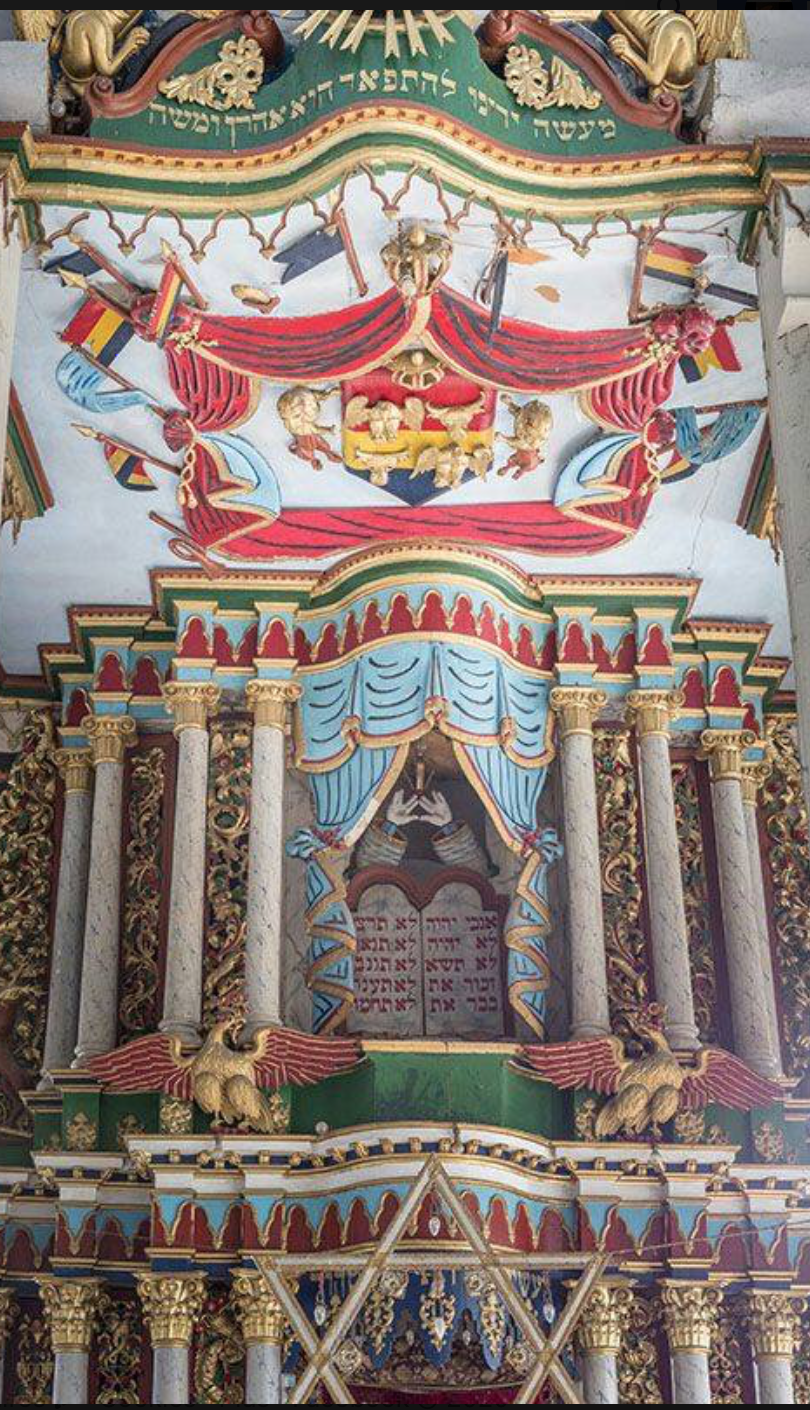
Innenansicht mit Toraschrein

Die Große Synagoge in Fălticeni, einer Stadt in der rumänischen Region Moldau im Süden des Kreises Suceava, wurde 1868 an der Stelle eines hölzernen Vorgängerbaus aus dem Jahr 1795, der bei einem Brand zerstört wurde, errichtet. 
Die Synagoge besitzt Rundbogenfenster und im Inneren eine Frauenempore.
Die Ausstattung der Erbauungszeit mit Toraschrein ist erhalten geblieben.